# St. Gangloff
St. Gangloff, Sankt Gangloff – miejscowość i gmina w Niemczech, w kraju związkowym Turyngia, w powiecie Saale-Holzland, wchodzi w skład wspólnoty administracyjnej Hermsdorf.